# Schloss Zülzhoff

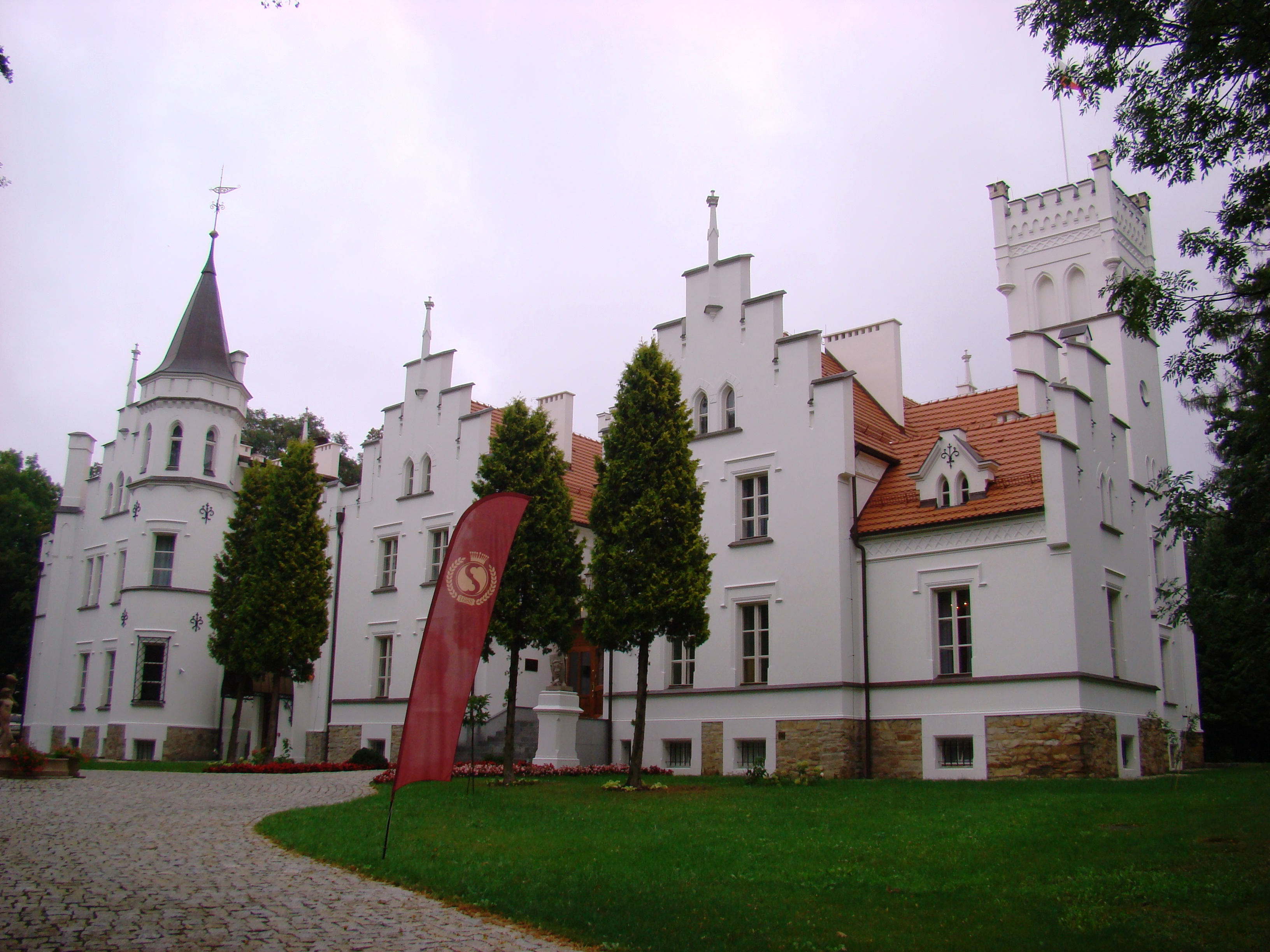
Schloss Zülzhoff

Das Schloss Zülzhoff (polnisch Pałac w Sulisławiu) im Ort Sulisław in der Gmina Grodków (Grottkau) in der polnischen Woiwodschaft Opole wird heute als Schlosshotel genutzt.

## Geschichte
Im Mittelalter waren u. a. die Zedlitz Besitzer. Ab der zweiten Hälfte des 16. Jahrhunderts waren die von Buchta Eigentümer. Heinrich von Buchta war Mitglied des Rates des bischöflichen Fürstentum Neisse. Später befand sich Zülzhoff u. a. in Besitz der Breslauer Bischöfe und ging in Zusammenhang mit der Säkularisation an den preußischen Staat über.
Im Jahr 1814 verschenkte König Friedrich Wilhelm III. Zülzhoff an Ludwig Yorck von Wartenburg, der aber das Schloss Klein Öls als Hauptsitz wählte. Zülzhoff wurde zum Verkauf angeboten und zwischenzeitlich möglicherweise an Hoffmanns verpachtet. Bis 1888 waren die Großer Besitzer, danach erwarben die Schaffgotsch aus dem benachbarten Koppitz das Gut für Sohn Hans Karl Gotthard, der das Herrenhaus nach 1889 ausbaute. Sohn Johannes Graf von Francken-Sierstorpff wurde nachfolgender Besitzer. Von Francken-Sierstorpff wurde in Zusammenhang mit dem Attentat vom 20. Juli 1944 von den Nazis interniert und starb während der Evakuierung der Gefangenen ins westliche Deutschland.
Nach Polonisierung der Region wurde die Anlage in den 1970er Jahren renoviert und als Krankenhaus für die örtliche Polizei genutzt. Seit 2012 ist im Schloss ein Hotel untergebracht.

## Bauwerk
Die Residenz im eklektischen Stil steht auf unregelmäßigem viereckigem Grundriss. Die südöstliche Ecke ist durch einen Turm betont.